# 宜万铁路万州长江大桥
宜万铁路万州长江大桥位于中華人民共和國重庆市万州区城区边缘，是宜万铁路上的一座跨长江的铁路大桥。主桥为三跨单拱连续钢桁梁结构，三跨分别为：168、360、168米，是目前中国大陆跨度最大的铁路桥梁。全长1106.3米，由中铁大桥勘测设计院设计，于2002年12月25日正式开工，2010年建成通车。